# 이규대
이규대(1986년 10월 20일 ~ )은 삼성 라이온즈의 전 야구 선수다.

## 출신 학교
- 합덕초등학교
- 온양중학교
- 북일고등학교
- 대불대학교

## 같이 보기
- 2011년 삼성 라이온즈 시즌